# Malaria Control

Malaria Control Project est une application, gérée par la plate-forme de calcul distribué BOINC, qui utilise les calculs volontaires afin de créer un modèle de simulation pour l'épidémiologie du paludisme (malaria).
Il s'agit d'un projet de Africa@home (en) passé en phase bêta depuis le 6 juin 2006.

## Article lié
- Charity Engine